# Rozwarstwienie

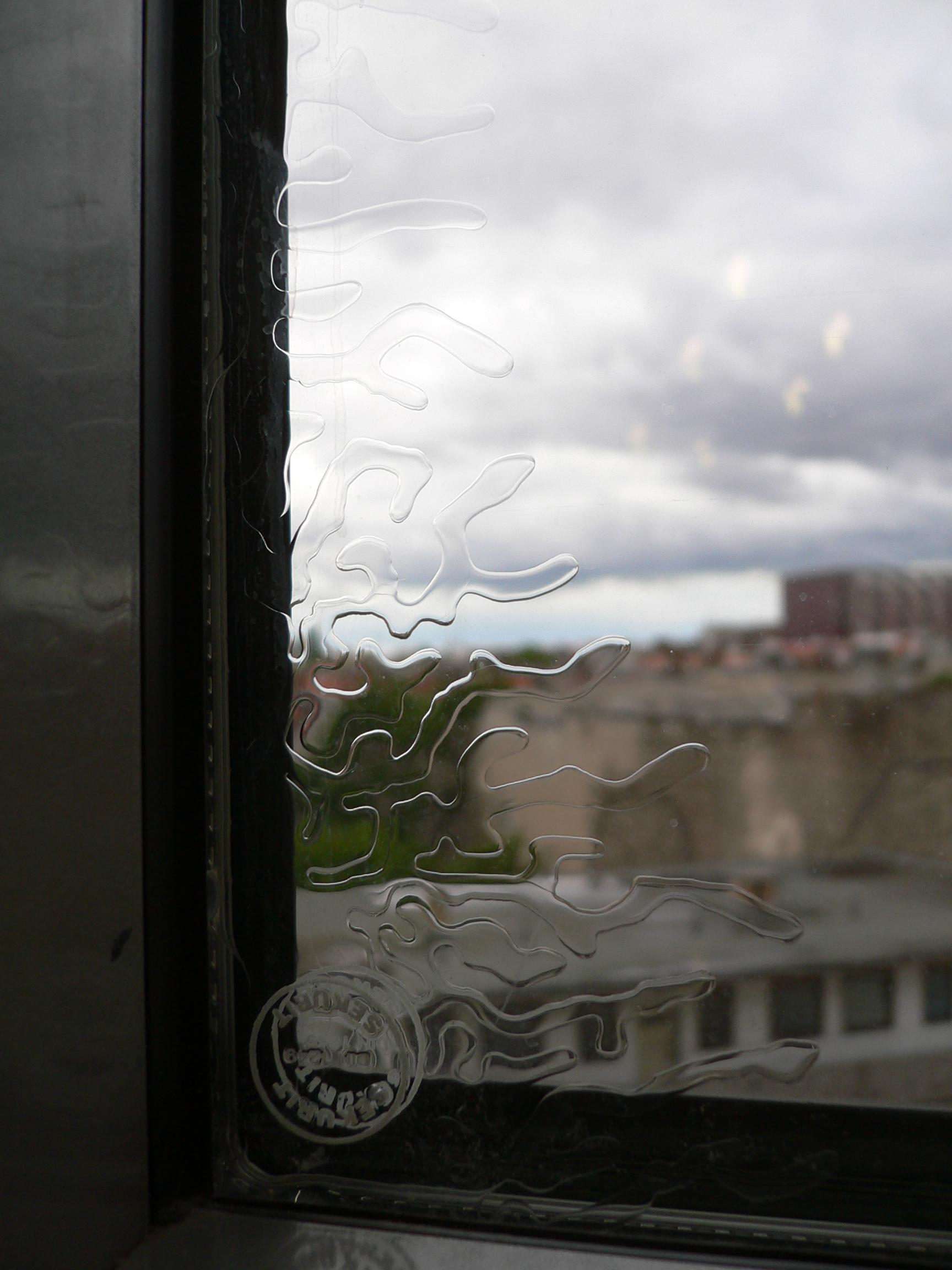
Widoczne przy lewej krawędzi częściowe rozwarstwienie szyby klejonej

Rozwarstwienie, delaminacja – uszkodzenia materiału kompozytowego, zwłaszcza laminatów polegające na utracie spójności poszczególnych warstw składowych. Polega na postępującym odspajaniu włókien konstrukcyjnych od lepiszcza („matrycy”), którym są połączone. Dochodzi do niego szczególnie wówczas, gdy na materiał kompozytowy działają częste zmienne siły odkształcające, w tym także wynikające ze zmian temperatury. Procesowi sprzyjają błędy technologiczne, bardzo częste w amatorskiej produkcji laminatów, głównie nadmierne rozcieńczanie żywicy ze względów oszczędnościowych lub dla ułatwienia laminowania. Innymi czynnikami mogą być: brak preparacji włókien szklanych powodujący złe przyleganie żywicy, nieodpowiednie warunki termiczne w trakcie utwardzania żywicy oraz niewłaściwy skład żywicy w szczególności rodzaj utwardzacza).
Stopniowo postępujące rozwarstwienie jest często trudne do dostrzeżenia z zewnątrz, niekiedy można jednak zlokalizować je przez ostukiwanie powierzchni: spójny kompozyt odpowiada dźwięcznie, gdy tymczasem obszary rozwarstwione wydają głuchy odgłos. Można proces ten zlokalizować także innymi metodami nieniszczącymi, np. przy pomocy ultradźwięków. Jest to ważne gdyż zjawisko jest nie tylko niekorzystne ale i niebezpieczne, szczególnie tam, gdzie od wytrzymałości kompozytu zależeć może bezpieczeństwo maszyn i ludzi, np. w lotnictwie. Te niekorzystne objawy zaobserwowano tam w roku 1940 w sklejce, z której budowano radzieckie samoloty myśliwskie Jak-9.
Delaminacja jest prawie niespotykana w prawidłowo wykonanych kompozytach opartych na żywicach epoksydowych i winyloestrowych; siła przylegania żywicy do szkła i innych włókien jest na ogół tak duża, że przy znacznym obciążeniu ulega zniszczeniu cały element kompozytowy bez odspajania włókien.
Na delaminację są natomiast bardzo narażone skorupy z laminatu poliestrowo-szklanego; poza słabszym przyleganiem do szkła poliestry charakteryzują się niższą odpornością na wodę i wpływy atmosferyczne. Powoduje to przenikanie wody wzdłuż włókien szklanych w głąb skorupy, co dodatkowo osłabia spójność laminatu i osłabia sztywność. W tych warunkach nawet niewielkie obciążenia powodują lawinową delaminację i zniszczenie struktury kompozytu.
Laminat w trakcie postępującego rozwarstwiania  charakteryzuje się miejscowo znacznie obniżoną sztywnością i wytrzymałością zwłaszcza w miejscach koncentracji naprężeń. Takiego laminatu nie można już w opłacalny sposób naprawić czy zregenerować (ponowne nasycenie włókna żywicą jest na ogół nieskuteczne). Jedynym sposobem przedłużenia jego żywotności jest po ew. uszczelnieniu i usztywnieniu zmiana sposobu użytkowania, np. dość popularne jest przerabianie laminatowych kadłubów jachtów żaglowych na łodzie wędkarskie - w warunkach braku naprężeń od takielunku kadłuby takie mimo znacznego stopnia delaminacji mogą zachować kształt i szczelność jeszcze przez wiele lat.